# Allocebus trichotis
Allocebus trichotis là một loài động vật có vú trong họ Cheirogaleidae, bộ Linh trưởng. Loài này được Günther mô tả năm 1875. Loài này hoạt động về đêm, là loài bản địa Madagascar, là loài duy nhất trong chi. Đây là loài cực kỳ nguy cấp và tổng số lượng chỉ còn 100-1000 cá thể. Tất cả chúng sinh sống ở một địa điểm tại đông bắc quốc gia này.

## Hình ảnh

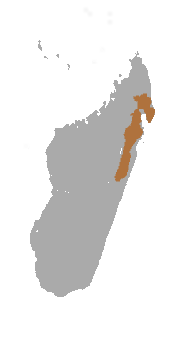
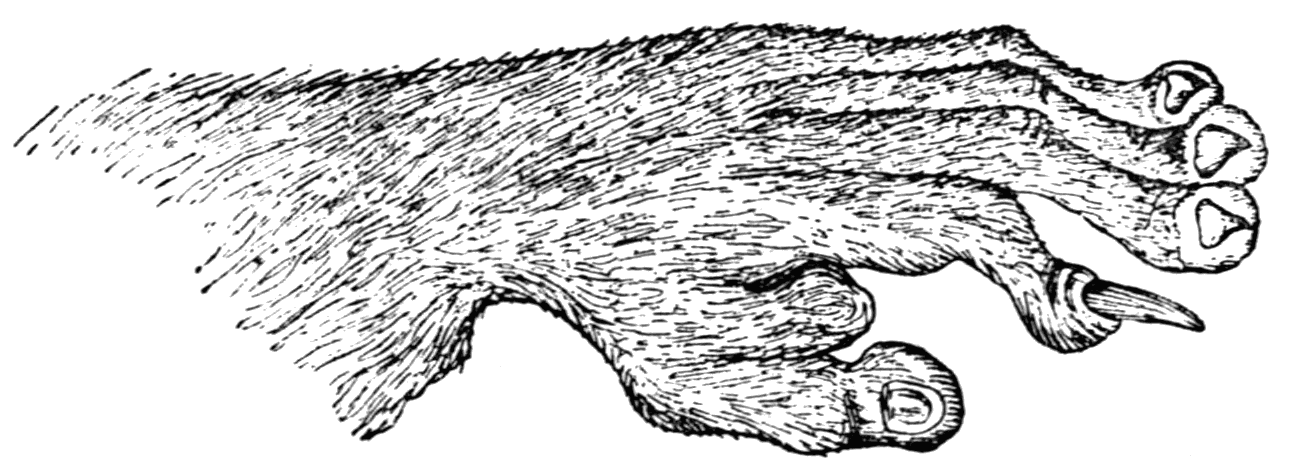